# Zardonic
Zardonic, Federico Augusto Ágreda Álvarez (Barquisimeto, 1985. október 22. –) venezuelai billentyűs, DJ, zeneszerző, producer és remixer, drum and bass előadó, valamint ismert még dark ambient, black metal és a minimal techno közönség előtt.

## Életrajza
Federico 16 éves korában kezdett zenélni, a Gorepriest nevű black metal együttesével, majd két évvel később elnyerte a legjobb billentyűsnek járó díjat, a "Premios Metal Hecho en Venezuela"-t (helyi venezuelai metal díj). A következő években több industrial, ambientális és elektronikus zenei projektje volt, különböző művésznevek alatt. Zardonicként többek között készített remixet a The Berzerkernek, a Gorgorothnak és a Nine Inch Nails-nek.
Remixei gyűjteménye egyre nő, ugyanakkor más előadókkal is együttműködik, úgy mint Counterstrike (Dél-Afrika) és Messinian (USA, Pennsylvania, Philadelphia). Utóbbival a Policía című kollaboráció nagy siker lett, neves DJ-k, úgy mint Andy C és DJ Hype játsszák szettjeikben.
Lewis Davidson, az amerikai Technorganic Recordings Drum&Bass kiadó tulajdonosa állítása szerint, Zardonic "változatos háttere, környezeti helye és az egyedi alkotói stílusa nagy valószínűséggel a titkos receptje a tökéletes Drum and Bass hangzásnak". Mindezek mellett, Latin-amerika legnagyobb dark Drum and Bass előadójának tartják.
További ismert munkái az Intimus Universum (Triangular Ascension), Sol Nocturno (előző nevén Gorepriest) and Klipp (Moreon közreműködésével).

## Pályafutása
2003-ban megjelent első albuma, akkor még a Gore Priest előadónév alatt, melynek címe "War Against Humanity: The Armageddon Chronicles" volt, és a venezuelai Melomaniac Metalmedia Records kiadásában került a polcokra.
2004-ben elnyerte a legjobb billentyűsnek járó díjat, a "Premios Metal Hecho en Venezuela" 2002-2003 (helyi venezuelai metal díj)
2006-ban megjelent Zardonic első zeneszáma a Death Brigade Records kiadó 12"-es lemezén, ezzel Ő lévén az első venezuelai Drum and Bass előadó, akinek nemzetközi kiadó jelentette meg a lemezét. Később, ugyanabban az évben, elindította saját internetes kiadóját, melynek neve Zardonic Recordings
2007-ben érkezik az első külföldi meghívása Mexikóba május 19-én. Pár hónappal később, az amerikai Drum and Bass pionír AK1200, kiválasztotta Zardonic "Moonlight Ceremony" számát egy válogatáslemezhezz, melynek címe Weapons of Tomorrow. Nem sokkal ezután, neves előadók támogatását élvezhette, úgy mint Dieselboy, Pendulum és John B.
2008-ban több DnB számot adott ki, ezen kívül egy industrial metál albumot is, Blackholepit néven. Még egy válogatáslemez látott napvilágot, ugyanaz év későbbi szakaszában, mely a régebbi, black metál-orientált Zardonic demóit állította össze "Chaotic Serenity" néven. Ez év decemberében szerepelt (Zardonic és Klipp-ként egyaránt), a Venezuela Electronica vol.3 válogatáslemezén, mely a venezuelai vezeték nélküli telekommunikációs cég (Digitel GSM és Motorola) által lett kiadva, a MOTOROKR EM30 modell SD kártyáján (a teljes album).
2009-ben megjelent AK1200 "Junior's Tune" számának remixe a Big Riddim Recordings kiadónál, valamint Dieselboy felkérésére elkészítette a Planet of the Drums 10. évfordulós tour video intrójának hangdizájnját. Egy Dieselboy-al készített Broken Beats interjúban, Zardonic-ot a legjobb 5 aktuális előadó közt említi az amerikai profi.
2010-ben Zardonic, Joanna Syze-al együtt turnézott Európa több városában, összesen 12 bulin, Spanyolország, Ausztria, Románia és Bulgária érintésével. Nem sokkal ezután, megjelent a Retaliation stúdiómixe, a Dogsonacid.com internetes honlapon, egy interjúval fűszerezve. Ugyanebben az évben meglejent első Human Imprint kiadása, a South of Human EP. Később fő meghívottként szerepelt két Therapy Sessions bulin, (Ecuador és Argentína), ezen felül meghívták Kolumbiába és természetesen otthon, Venezuelában is fellépett. December végére megalapította a Zardonic Recordings testvérkiadóját, a Saturnoculto Records-ot.
2011-ben Dieselboy "Unleashed" stúdiómixében szerepelt 3 track-je. Később a The Last Invocation kiadása feltűnt a Beatport 17.heti "10 Must Hear Drum & Bass Tracks" listáján.
A Triangular Ascension debütáló albuma, a Leviathan Device (Cyclic Law kiadó), nem más, mint " egy gondosan alakított munka, tele filmszerű drónok kíméletlen légköri hatalmával, melyek rendeltetése, bizonyosságot adni arról, hogy a Triangular Ascension-al számolni kell" Márciusra a The Silent Ballet által "a kábulat és mocsok, mely pörgeti a hallgatót, mint a futóhomok" -nak lett titulálva.
Mindezek mellett, a "Scream!" c. száma a Trackitdown.net "One For The Weekend - 15th July 2011 - 50 Of The Biggest Recommendations For Your Mix " részévé lett választva, együtt olyan sikeres előadókkal, mint Paul Oakenfold, Lazy Rich, Darth & Vader, Teebee, Scott Brown, és még sokan mások.
Legújabban a VampireFreaks.com egy ingyen válogatást adott ki, ritka track-ekkel, olyan előadóktól, mint: KMFDM, Suicide Commando és Left Spine Down "Ready Or Not", Zardonic mixe szereplésével.

## Diszkográfia (nem teljes)

### Zardonic
- 2011: Biohazard (with Davip) / Scream! (with Gancher and Jae Kennedy)
- 2011: Reptile (with Dextems) / The Last Invocation (with Susiah)
- 2011: When Worlds Collide (with Counterstrike)
- 2011: The Brink Of Apocalypso Studio Mix
- 2010: South Of Human EP
- 2010: Lovecraft Machine EP
- 2010: Retaliation Studio Mix
- 2010: My Prey (with Syze) / Frozen Pathways VIP Single
- 2010: Dreams (with Syze) / Dead Miracles Single
- 2010: F***ing Up The Program (with Brainpain) Single
- 2009: The Sound Of Inevitability Studio Mix
- 2009: Subliminal (with Hedj) Single
- 2009: The Law Single
- 2009: Stop The Suffering (with Alcrani) / Alerte Rouge (with Peter Kurten) EP
- 2009: Policia (with James Messinian) / Fresh Meat Single
- 2009: Those Who Know The Truth EP
- 2009: Zeichen (with Mocks) Single
- 2008: Subcultonegro Studio Mix
- 2008: Halfbeaten / Nightcrawler EP
- 2008: Relentless Beating Single
- 2008: Zen (with Claw) Single
- 2008: Chaotic Serenity EP
- 2008: Bloodforged EP
- 2008: Shrapnel Of Fear Single
- 2008: Ashtray Single
- 2008: Neurotica (with Identity) / Natural Born Killers (with Malsum) EP
- 2008: Acid Industries / Reliquia / Braindrainer EP
- 2008: Solaris Single
- 2007: House Of Sorrow / Moonlight Ceremony EP
- 2007: Seizure Of Iniquity Single
- 2006: Her Lust For Blood / Scourge EP
- 2006: Inherit Single

### Sol Nocturno
- 2010: Caos Cósmico Full Length

### Gorepriest
- 2004: Thanatologica Full Length
- 2004: Perpetual Horizons Full Length
- 2003: War Against Humanity: The Armageddon Chronicles Full Length
- 2002: Beneath Eternal Oceans Of Melancholy Demo

### Triangular Ascension
- 2011: Leviathan Device Full Length
- 2011: Sexta Repvblica EP
- 2010: Nibirusalem EP
- 2009: Microcosmogenesis EP

### Intimus Universum
- 2008: White Landscapes Of Darkness Full Length
- 2004: Astral Chambers Pt. 2: Beyond The Astral Abyss Full Length
- 2003: Soulnatomy Full Length
- 2002: Astral Chambers Full Length

### Blackholepit
- 2008: Portals Full Length